# Esporte Clube Ferro Carril
O Esporte Clube Ferro Carril é um clube brasileiro de futebol da cidade de Uruguaiana, no estado do Rio Grande do Sul. Suas cores são vermelho e branco.

## História
O Ferro Carril foi fundado em 1 de março de 1916, tendo como o seu auge entre os anos de 1930 até meados de 1950.
No dia 23 de maio de 1976, o Ferro Carril entrou para a história do futebol gaúcho, ao levar a maior goleada da história do Campeonato Gaúcho: 14 a 0 contra Internacional, em Porto Alegre.
O jogador mais bem reconhecido da história do clube é Chico, titular do Expresso da Vitória do Vasco da Gama dos anos 1940-50 e da seleção brasileira na Copa de 1950.

## Títulos

### Estaduais
- Vice-Campeonato Gaúcho 2ª Divisão: 1952.
- Campeonato Citadino de Uruguaiana: 7 vezes (1929, 1930, 1936, 1945,  1946, 1950 e 1953).